# Teusina
Teusina (russisk: Тявзино, Tjazvino, finsk Täysina) var en by i Ingermanland, på floden Narvas højre bred, nær byen Ivangorod. 
Byen er kendt for en våbenstilstand indgået den 20. januar 1593 mellem Sverige og Rusland og for Freden i Teusina af 18. maj 1595, hvorved blandt andet russerne afstod fra alle krav på Estland og retten til at opkræve skat af lapperne "fra Österbotten helt indtil Varangerfjord" og svenskerne overdrog Kexholms slot og Kexholms län samt andre erobringer på russisk område.
 Der er for få eller ingen kildehenvisninger i denne artikel, hvilket er et problem. Du kan hjælpe ved at angive troværdige kilder til de påstande, som fremføres i artiklen.

59°23′15″N 28°12′23″Ø / 59.38761°N 28.20636°Ø